# パズマニー・エアクラフト・コーポレーション
パズマニー・エアクラフト・コーポレーション（Pazmany Aircraft Corporation）は、アメリカの航空機設計・製造会社である。同社は、ホームビルダー市場向けにPL-2、PL-4、PL-9の設計図を提供している。

## 歴史
同社は、ラディスラオ・パズマニーが設計した単座軽飛行機PL-1を製造するため、カリフォルニア州サンディエゴにL.パズマニー＆アソシエイツとして設立された。PL-1に続いて2人乗りのPL-2を設計した。PL-4は単座練習機である。最新の機体はパズマニー PL-9 ストークで、ホームビルダー向けの2人乗り高翼単葉機で、第二次世界大戦中のFi 156 シュトルヒの3/4スケールのホームビルダー向けバージョンである。 

## 航空機
- パズマニー PL-1（1962）
- パズマニー PL-2（1969）
- パズマニー PL-4（英語版）（1972）
- パズマニー PL-9 ストーク（英語版）